# Before I die...

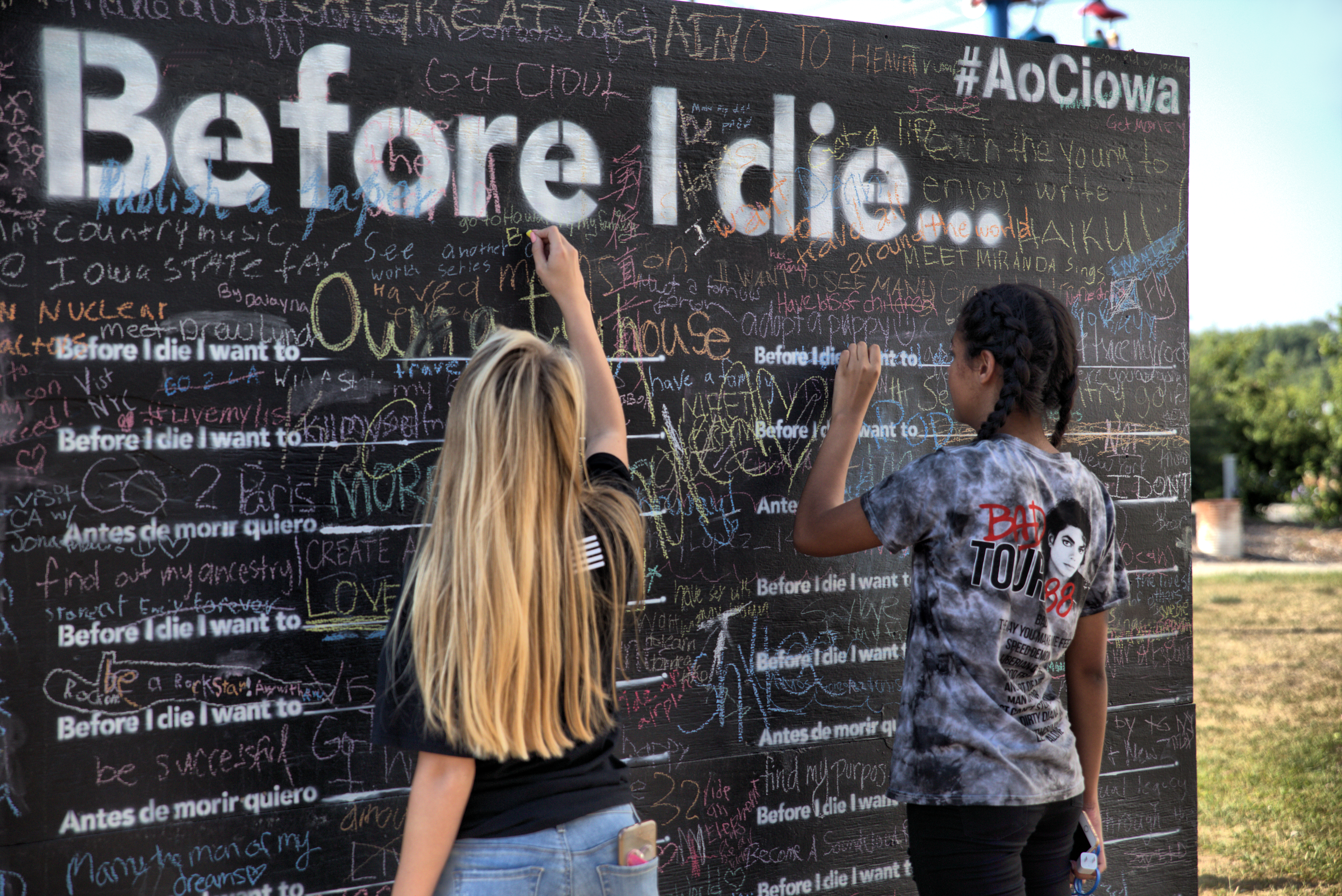
Before I die-Wand in Iowa (2017)

Before I die... (deutsch: Bevor ich sterbe...) ist ein interaktives Kunstprojekt der US-amerikanischen Künstlerin Candy Chang, das seit 2011 weltweit mehr als 5000-mal in 78 Ländern durchgeführt wurde. Es soll die Menschen dazu anregen, sich mit ihrer eigenen Vergänglichkeit auseinanderzusetzen.

## Idee
Seinen Anfang nahm das Projekt im Jahr 2011 in New Orleans, der Heimatstadt der Künstlerin Candy Chang. Anlässlich des Todes eines ihr nahestehenden Menschen setzte sie sich intensiv mit dem Gedanken auseinander, was sie vor ihrem eigenen Tod noch verwirklichen oder erleben wollte. Ihre Gedanken dazu schrieb sie spontan mit Kreide auf die Außenwand eines leerstehenden Industriegebäudes. Kurze Zeit später musste sie feststellen, dass über Nacht viele weitere Menschen ihre eigenen Gedanken einfach ergänzt hatten. Daraus schloss Chang, dass ein entsprechendes Bedürfnis bei den Menschen existiert, sich mit diesem Thema auseinanderzusetzen. Diesem Gedanken folgend initiierte sie die offizielle Aufstellung einer großen Tafelwand für diesen Zweck und schrieb darauf viele Male mit Kreide den Satzanfang „Before I die, I want to...“ (deutsch: „Bevor ich sterbe, möchte ich...“). Ihr interaktives Kunstprojekt fand große Resonanz, die neue Wand war innerhalb kurzer Zeit vollgeschrieben.

## Resonanz

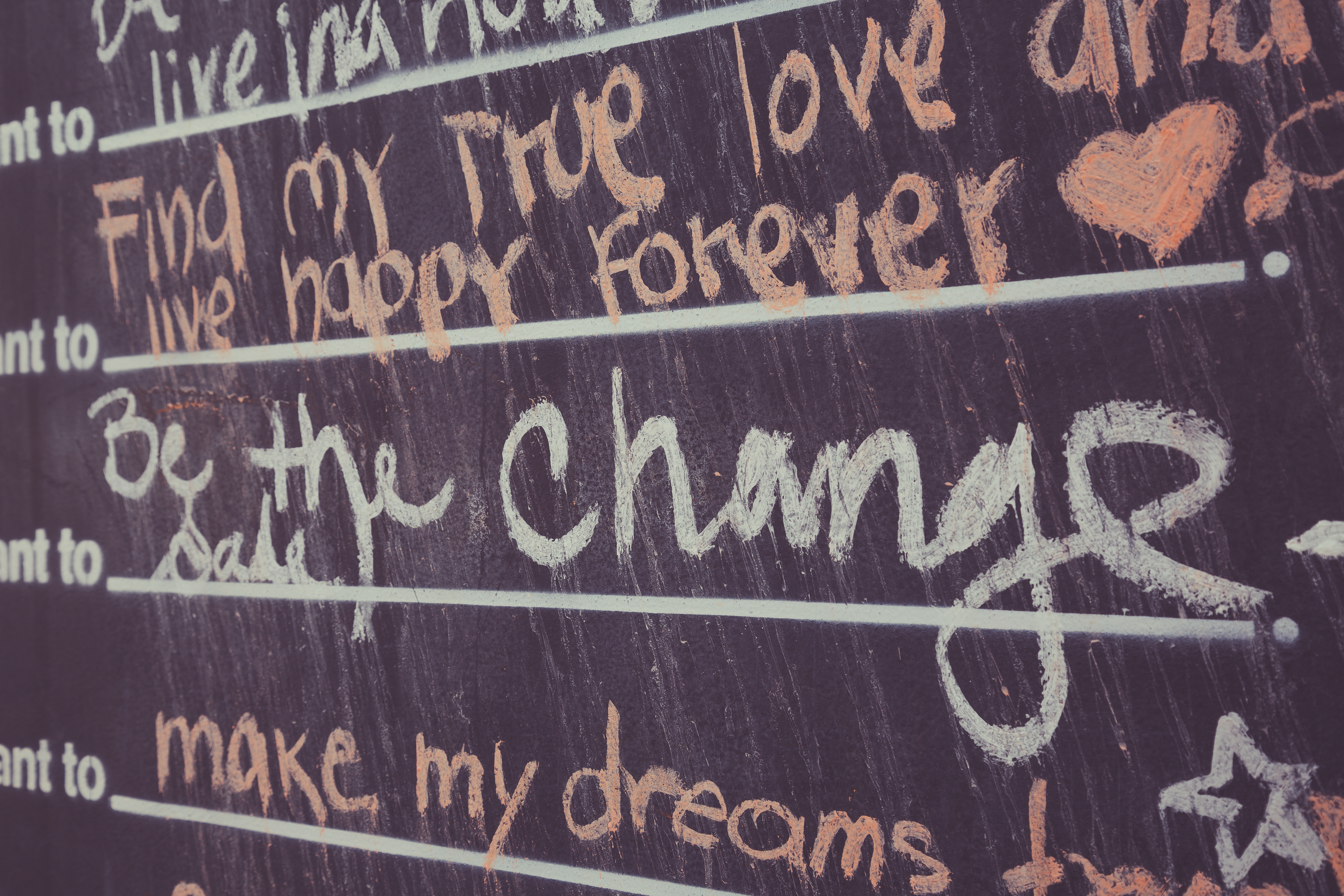
Ausschnitt einer Wand in Portland, Oregon

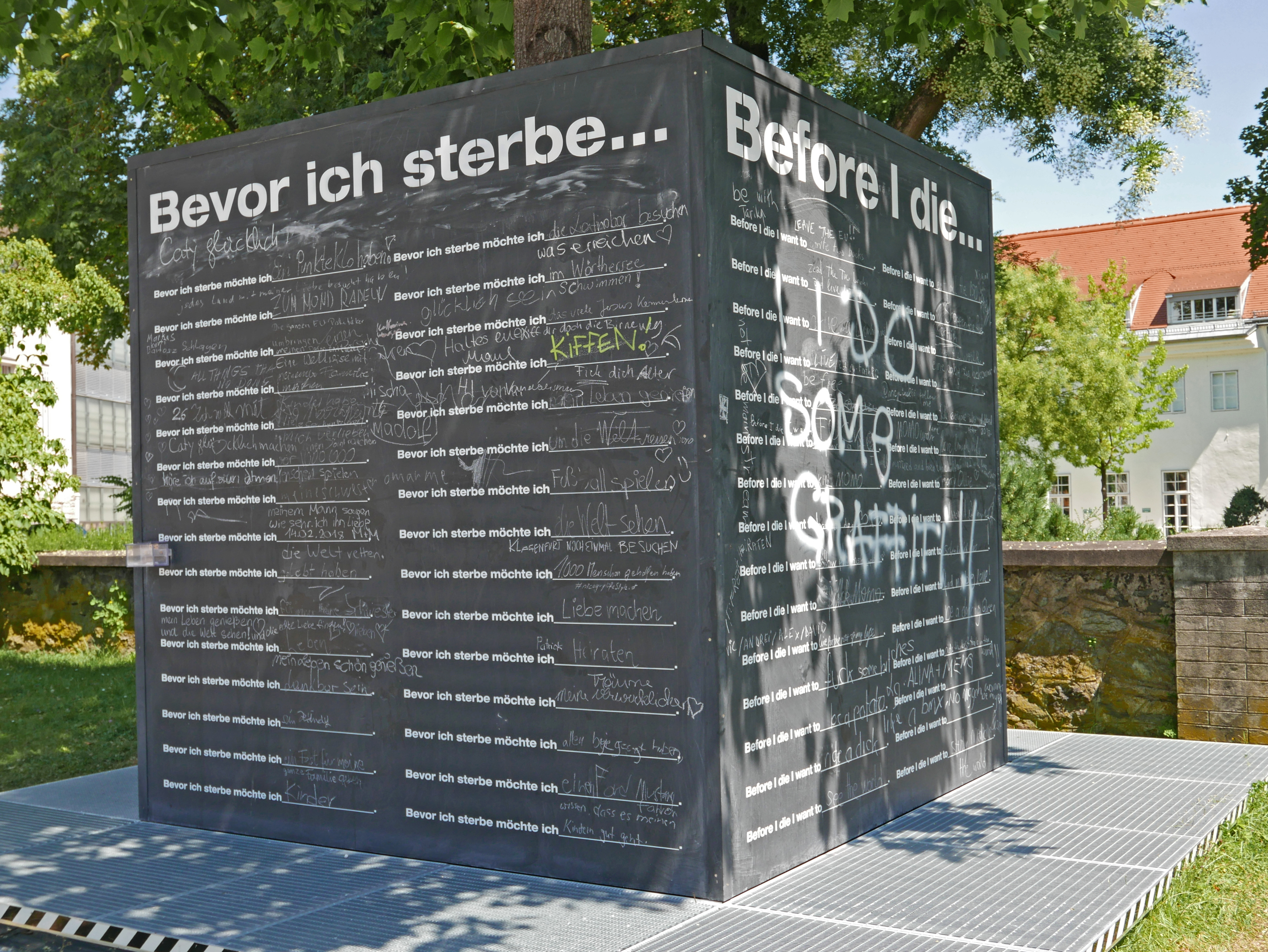
Projektwand in Klagenfurt, Österreich (2018)

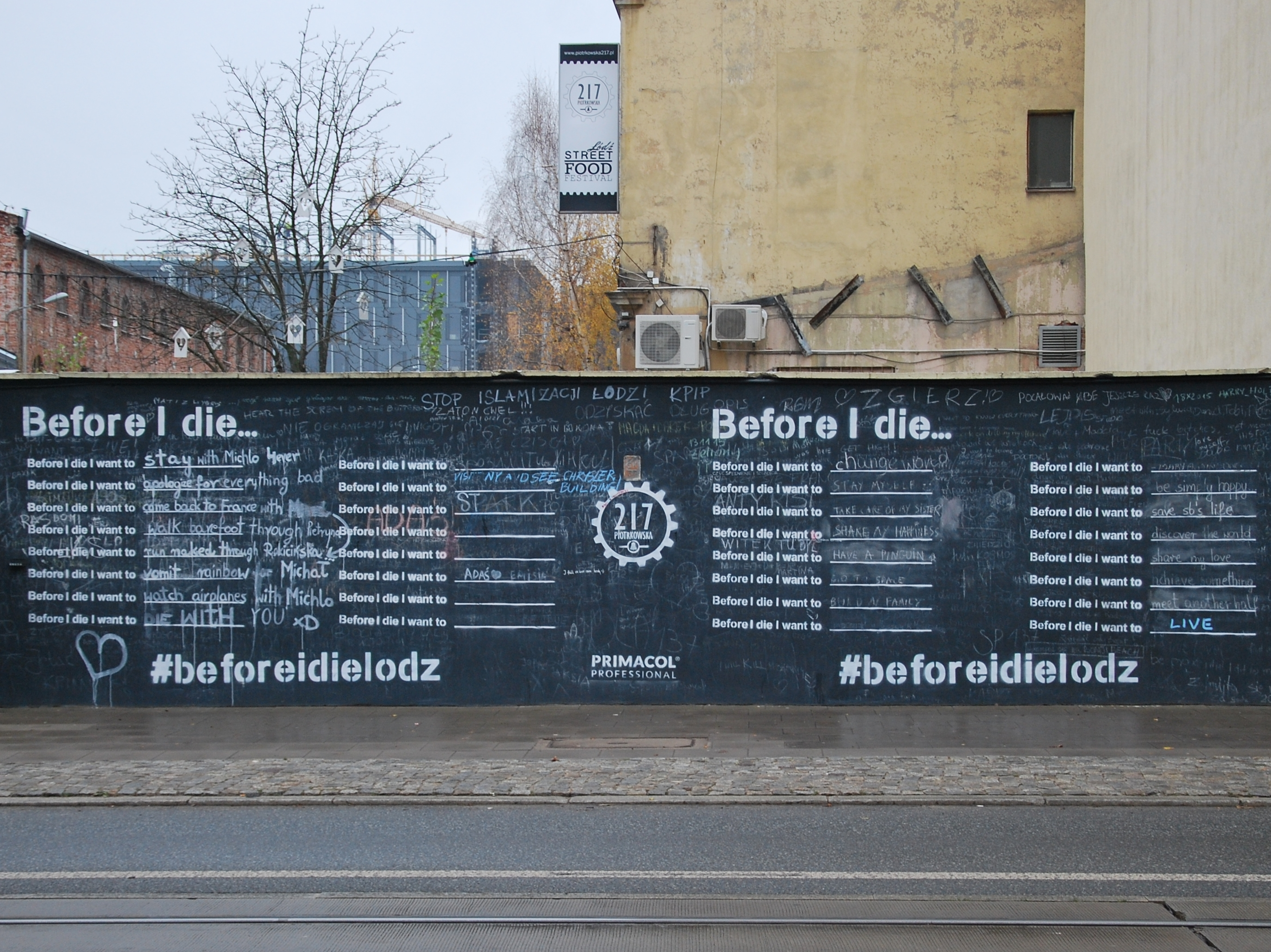
Before I die...-Wand in Łódź, Polen (2015)

Die US-amerikanische Zeitschrift The Atlantic nannte Changs Kunstprojekt bereits 2011 „one of the most creative community projects ever“ (deutsch: „eines der kreativsten Community-Projekte aller Zeiten“).
Die Aktion wurde bald in den Vereinigten Staaten und in vielen weiteren Ländern der Erde nachgeahmt. Inzwischen wurden mehr als 5000 Wände des Projektes „Before I die...“ in 78 Ländern aufgestellt und in 25 Sprachen beschriftet.
Die Standorte der Wände sind sehr unterschiedlich; sie liegen teilweise in Fußgängerzonen, vor Einkaufsmärkten am Stadtrand oder auch in kirchlichen Räumen.
Menschen unterschiedlicher Bevölkerungsgruppen und Alters- und Bildungsstufen beteiligen sich an dem Projekt und äußern dort ihre Wünsche und Träume. Vor den Wänden finden sich immer wieder Menschen ein, die interessiert die Einträge der anderen lesen und darüber auch miteinander ins Gespräch kommen.
Wenn eine Tafel vollgeschrieben ist, wird sie zur Dokumentation fotografiert und dann für neue Einträge abgewischt.
Im Jahr 2013 veröffentlichte Chang ein über 300 Seiten starkes Buch über ihr Kunstprojekt. In den sozialen Medien existieren aktuelle Blogs zum Thema. In den Printmedien sowie in Rundfunk- und Fernsehsendungen wurde ausnahmslos positiv über Before I die berichtet.

## Projekt-Standorte im deutschsprachigen Raum (Auswahl)
In Deutschland fand das Projekt unter dem Titel „Bevor ich sterbe, möchte ich...“ in zahlreichen Städten statt, darunter Aachen, Aschaffenburg, Berlin, Kassel, Konstanz, München, Offenbach, Osnabrück, Radeberg und Wiesbaden. Über die Mitmach-Aktion in Stuttgart im Sommer 2020 berichtete auch DeutschlandRadio Kultur.
In Österreich standen die Before I die...-Wände bisher in Klagenfurt und Bregenz.
In der Schweiz, wo die Aktion unter anderem in Baden, Zürich und Wohlen stattfand, lautete der leicht abgewandelte Satzbeginn „Bevor ich sterbe, will ich...“ bzw. auf Schweizerdeutsch „Bevor i stärbe, wetteni...“ und in Fribourg zusätzlich auf Französisch „Avant de mourir, je veux...“.

## Weltweite Projekt-Standorte (Auswahl)
- Afrika: Kenia, Südafrika
- Asien: China, Indien, Israel, Japan, Kasachstan, Kuweit, Malaysia, Pakistan, Philippinen, Singapur, Südkorea, Taiwan, Thailand, Russland, Vereinigte Arabische Emirate
- Australien: Australien, Neuseeland
- Europa: Belgien, Bulgarien, Dänemark, Deutschland, Frankreich, Großbritannien, Irland, Italien, Kosovo, Lettland, Niederlande, Österreich, Polen, Portugal, Rumänien, Schweden, Schweiz, Serbien, Spanien, Tschechien, Ukraine, Ungarn
- Nordamerika: Kanada, USA
- Mittel- und Südamerika: Argentinien, Brasilien, Chile, Costa Rica, Ecuador, Guatemala, Paraguay, Mexiko, Kolumbien, Venezuela